# Agathia vicina
Agathia vicina là một loài bướm đêm trong họ Geometridae.